# تارانتولا
تارانتولا نام عمومی خانواده‌ای از عنکبوت‌های میگالومورف به نام Theraphosidae است که از زمان دایناسورها ساکن زمین بوده‌اند و همچنان هم در قسمت‌های وسیعی از مناطق گرمسیری و بیابانی کره زمین یافت می‌شوند. تاکنون ۱۰۰۰ گونه از آن‌ها شناسایی شده‌است.
تمامی گونه‌های تارانتولاها شکارچی هستند و بیشتر با استفاده از کمین به شکار می‌پردازند. بزرگ‌ترین گونه تارانتولاها می‌توانند موش‌ها و حتی پرندگان کوچک را شکار کنند. بیشتر آن‌ها برای انسان‌ها بی‌خطر می‌باشند و گزش آنها در حد سم زنبورها دردناک است. حتی برخی از گونه‌های آن‌ها به عنوان جانور خانگی به‌شمار می‌آیند در حالی که هنوز آمار دقیقی از میزان مرگ‌ومیر انسانی ناشی از نیش تارانتولا در دست نیست. نیش تارانتولاها زهری دارد که گاهی می‌تواند ناراحتی‌های شدیدی در طی یک دوره چند روزه به وجود بیاورد.
همچنین اکثر تارانتولاها دارای سیستم دفاعی جالبی هستند. آنها از طریق فرو کردن پرزهای بدن‌شان در موجوداتی که به آنها نزدیک می‌شوند، میتوانند خارش های بسیار شدیدی ایجاد کنند و اگر این پرزها وارد چشم یا مجاری تنفسی شود، می‌تواند مشکلات بسیار جدی‌ای را پدید آورند.
بسته به نوع گونه اندازه آن‌ها از ۲٫۵ تا ۳۰ سانتی‌متر متغیر است. بزرگترین گونه تارانتولای غول پیکر پرنده‌خوار است که در حدود ۳۰ سانتی‌متر طول و ۱۷۰ گرم وزن دارد. این گونه در جنگل‌های بارانی آمریکای شمالی یافت می‌شود. این گونه اغلب از سوسک‌ها، مارها، مارمولک‌های کوچک، قورباغه‌ها، پرنده‌ها و حتی خفاش‌ها و موش‌های کوچک تغذیه می‌کند.
همچنین اکثر گونه‌های آنها دارای طول عمر بسیار زیادی هستند که گاهی به بیش از ۳۰ سال می رسد.
به وفور مشاهده می‌شود که به این جانوران عنوان «رتیل» گفته می‌شود که اشتباهی رایج است؛ واژه رتیل، نام عمومی گروه دیگری از عنکبوتیان بوده (راسته Solifugae) که با عنکبوت‌ها تفاوت‌های مشخصی دارند. با توجه به اینکه در ایران گونه‌ای بزرگ جثه از تارانتولا وجود نداشته و عنوان رتیل واژه‌ای قدیمی و بومی است گفتن آن به اعضای راسته Solifugae که گونه‌های متعددی از آنها از سراسر ایران شناخته شده‌است درست به نظر می‌رسد.